# 이종화 (경제학자)
이종화(李鍾和, 1960년~)는 대한민국의 경제학자이자 이명박 전 한국 대통령과 한국 G-20 셰르파의 국제 경제 문제 수석 고문이다. 현재 고려 대학교 경제학과 교수로 재직 중이며 1993년 3월부터 교수로 재직 중이다. 그는 이전에 아시아 개발 은행의 수석 경제학자이자 지역 경제 통합 사무 소장을 역임했다.
이종화는 많은 작품을 출판했으며 아시아에서 가장 유명한 경제학자 중 한 명이다. 로버트 배로와 공동으로 광범위한 국가 그룹 인구의 교육 성취도를 측정 한 그의 연구는 널리 인용된다.